# 埃尔基·许特宁
埃尔基·许特宁（芬蘭語：Erkki Hytönen，1933年5月27日—2020年12月22日），生于坦佩雷，芬兰男子冰球运动员。他曾代表芬兰国家队参加1952年冬季奥林匹克运动会冰球比赛，获得第7名。